# Ture Bielke (1548–1600)

Ture Bielke af Åkerö, 1590.

Ture Bielke, född den 27 maj 1548, död (avrättad) 20 mars 1600, var riksråd. Han var son till Nils Pedersson (Bielke) och Anna Hogenskild till Hedensö. Ägare till Sturefors.
Genom sin höga börd, sina stora själsgåvor och utmärkta bildning vann Ture Bielke tidigt ett avgjort företräde framför de flesta av sina samtida. Vid tjugufem års ålder utnämnd till ståthållare på Kalmar slott, blev han efter vartannat hovmästare hos drottning Katarina Jagellonica; riksråd 1586; översteskattmästare och kammarråd; häradshövding i Åkerbo härad i Västmanland från 1579 till 1598 då han fängslades, och lagman i Smålands lagsaga 1593–1598.
1585–86 deltog han som sändebud i fredsunderhandlingarna med Ryssland och var en av de svenska ädlingar, som åtföljde konung Sigismund på hans första resa till Polen 1587. När han, vid konungamötet i Reval, jämte några andra av rådet, undertecknat en skrivelse varigenom man sökte avböja Sigismunds plötsliga återkomst till Sverige, föll han i ogunst hos Johan III och avsattes från sina ämbeten och förläningar, men återfick dem kort före konungens död. Kort därefter avsändes han i en beskickning till Polen, för att underrätta Sigismund om Uppsala mötes beslut och fordra hans bekräftelse av detsamma. Sedan en fullkomlig söndring inträtt emellan hertig Karl och Sigismund, höll sig Bielke troget till den senare och undvek sorgfälligt att deltaga i de riksdagar hertigen utlyste för att tilltvinga sig större makt.
1598 utsedd att, jämte Gustaf Banér, avgå till Polen för att rättfärdiga de åtgärder, som i Sverige blivit vidtagna under konungens frånvaro, flydde båda över till Danmark och därifrån till Sigismund. De kom med honom samma år tillbaka till fäderneslandet, och sedan de efter slaget vid Stångebro blivit utlämnade till hertig Karl, ställdes de inför rätta i Linköping, där deras uppsnappade brev begagnades till deras fällande, varefter Bielke tillika med sin svåger, Gustaf Banér med flera under Linköpings blodbad avrättades på Linköpings torg den 20 mars 1600.
Gift 1581 med sin broder Hogenskilds svägerska, grevinnan Margareta Sture (1547–1617), dotter till Svante Sture d.y. och Märta Eriksdotter (Leijonhufvud). En nu försvunnen epitaf från 1599 över Ture Bielke och Margareta Sture var i Linköpings domkyrka, ritning av släkttavlan vid Søren Abildgaard finns.